# آلیسیا ماچادو
 آلیسیا ماچادو (انگلیسی: Alicia Machado؛ زادهٔ ۶ دسامبر ۱۹۷۶) یک هنرپیشه، و خبرنگار اهل ونزوئلا است. او برنده دوشیزه جهان ۱۹۹۶ شده است. 